# Cnemaspis amith
Espèce
Cnemaspis amith est une espèce de geckos de la famille des Gekkonidae.

## Répartition
Cette espèce est endémique du Sri Lanka.

## Description
Cnemaspis amith mesure, queue non comprise, jusqu'à 33,0 mm.

## Étymologie
Cette espèce est nommée en l'honneur de D. Amith I. Munindradasa.

## Publication originale
- Manamendra-Arachchi, Batuwita & Pethiyagoda, 2007 : A taxonomic revision of the Sri Lankan day-geckos (Reptilia: Gekkonidae: Cnemaspis), with description of new species from Sri Lanka and southern India. Zeylanica, vol. 7, n. 1, p. 9-122 (texte intégral).